# Timbiriche VIII y IX
Timbiriche VIII y IX é o oitavo e nono álbum de estúdio do grupo mexicano Timbiriche. Trata-se de um disco duplo e foi lançado em 1988, marcando a estreia da integrante Edith Marquez. 
A recepção da crítica e do público foi favorável, rendendo sucessos como: "Tu y Yo Somos Uno Mismo", "Amame Hasta con Los Dientes" e "Acelerar", e vendas de cerca de um milhão de cópias no México, o que rendeu mais um disco de platina. 
No Brasil, embora o grupo não seja reconhecido, a popularidade de suas canções deve-se as versões feitas pelo grupo brasileiro Polegar.

## Produção e lançamento
O lançamento ocorreu em 1988.
O motivo do álbum ser ser duplo deve-se o fato da gravadora confiar o projeto, inicialmente, a Memo Méndez Guiú e, diante de sua demora no envio das músicas, Luis de Llano recorreu a Marco Flores para a composição de novas canções.[carece de fontes?]  Por fim, tanto Guiú quanto Flores apresentam suas propostas, e como a gravadora gostou das músicas dos dois produtores, resolveram montar as duas propostas e lançá-lo em um álbum duplo.[carece de fontes?] Naquela época, álbuns duplos eram uma novidade na América Latina e poucos artistas eram incentivados a produzi-los.
Este período é considerado o auge da trajetória do grupo e dá mais um passo em sua evolução, posicionando-se como uma banda de jovens adultos. Participaram da gravação e divulgação os integrantes Thalía, Eduardo Capetillo, Diego Schoening, Erik Rubín, Paulina Rubio, Alix Bauer e as novatas Edith Marquez e Bibi Gaytán. Edith entrou no final de 1987 escolhida por Mariana Garza para substituí-la, enquanto Bibi Gaytan entrou depois para substituir Alix, que desistira de fazer parte do grupo.
Esse seria o último LP lançado com a cantora e atriz Thalía, famosa no Brasil por suas telenovelas, seu primeiro álbum solo seria lançado em 1990, no México.

## Singles
Cinco singles foram lançados, o primeiro deles "Tú y Yo Somos uno Mismo", ficou em #1 por onze quinzenas na parada musical mexicana Notitas Musicales.
O segundo single, "Ámame Hasta con los Dientes" apareceu na tabela enquanto o single anterior ainda era bastante executado e atingiu a posição de #2 na tabela. Na mesma semana em que "Ámame Hasta con los Dientes" atingiu o seu pico, a canção "No Sé Si Es Amor", o terceiro single, apareceu na posição de #9, semanas depois atingiu seu pico na tabela, na posição de #4.
A música "Acelerar", que traz Paulina Rubio como o principal vocal da canção, foi o quarto single a ser lançado e o segundo com o maior sucesso, atingindo a posição de #1 por três semanas.
"Me Estoy Volviendo Loca" foi o quinto e último single e atingiu o pico de #4.
Com dois singles número um e três no top 5, Timbiriche VIII & IX conseguiu obter mais êxito nas tabelas de singles do que o seu predecessor, Timbiriche VII. Um single promocional com as canções: "Basta Ya" e "Máscaras" chegou a ser lançado, mas sem nenhum impacto nas paradas de sucesso.

## Desempenho comercial
Embora  seja duplo, o que aumenta o preço final nas lojas, conseguiu ganhar um disco de platina no México. De acordo com o jornal mexicano El Siglo de Torreón, as vendas superaram as 500 mil cópias, ao passo que o especial Timbiriche VIII y IX do Canal 5, da Televisa, exibido no natal de 1988, afirmou que mais de um milhão de cópias foram vendidas, sendo o segundo do grupo a atingir tal feito.
A ótima repercussão do trabalho, fez com que em 1989 a gravadora brasileira Continental pedisse versões em português de canções do grupo a serem utilizadas no álbum debut da boy band brasileira Polegar, entre as canções estão: "Vive La Vida", "Solo Para Mí", "Tu y Yo Somos Uno Mismo", "Amame Hasta con los Dientes", "Me Estoy Volviendo Loca" e "Soy Como Soy". Atualmente, através da Internet, os antigos fãs vem descobrindo a origem dos sucessos desta banda.

## Lista de faixas
- Créditos adaptados do encarte do álbum Timbiriche VIII y IX, lançado em 1988.[4]

Lado A
| N.º | Título                                                                | Compositor(es)                  | Duração |  |
| 1.  | "Vive la vida" (Todos)                                                | Marco A. Flores                 | 3:16    |  |
| 2.  | "Solo" (Erick)                                                        | Marco A. Flores                 | 3:29    |  |
| 3.  | "Acelerar" (Paulina)                                                  | Guillermo Méndez Guiu           | 3:20    |  |
| 4.  | "Tu me vuelves loco" ((Should've know better) Diego, Eduardo & Erick) | Lara y Monárrez                 | 2:52    |  |
| 5.  | "Solo para mí" (Alix)                                                 | Áureo Baqueiro, Marco A. Flores | 2:43    |  |

Lado B
| N.º | Título                                       | Compositor(es)                         | Duração |  |
| 1.  | "Pasos" (Edith (2a. voz: Erick))             | Jesús Domínguez, Guillermo Méndez Guiu | 3:06    |  |
| 2.  | "Junto a ti" (Eduardo, Alix, Thalía & Diego) | Guillermo Méndez Guiu                  | 3:42    |  |
| 3.  | "Soy como soy" (Paulina)                     | Marco A. Flores                        | 2:49    |  |
| 4.  | "Amazona" (Todos)                            | Guillermo Méndez Guiu                  | 3:43    |  |
| 5.  | "Irresistible" (Diego)                       | Guillermo Méndez Guiu                  | 3:26    |  |

Lado C
| N.º | Título                                       | Compositor(es)                                         | Duração |  |
| 1.  | "Ámame hasta con los dientes" (Erick)        | Guillermo Méndez Guiu                                  | 2:51    |  |
| 2.  | "Tu y yo somos uno mismo" (Diego)            | Marco A. Flores                                        | 4:13    |  |
| 3.  | "No sé si es amor" (Thalía (2a. voz: Erick)) | Guillermo Méndez Guiu                                  | 4:14    |  |
| 4.  | "Máscaras" (Todos)                           | J. V. Sahrenkrog, Peteasen, C. Karges, Marco A. Flores | 3:51    |  |
| 5.  | "Todo cambia" (Eduardo)                      | Áureo Baqueiro                                         | 3:01    |  |

Lado D
| N.º | Título                                                    | Compositor(es)        | Duração |  |
| 1.  | "Paranoia" (Alix)                                         | Guillermo Méndez Guiu | 3:38    |  |
| 2.  | "Lo quiero" (Edith)                                       | Marco A. Flores       | 2:36    |  |
| 3.  | "Me estoy volviendo loca" (Thalía, Paulina, Edith & Alix) | Memo Méndez Guiu      | 3:02    |  |
| 4.  | "Amanda" (Eduardo)                                        | Amparo Rubín          | 3:29    |  |
| 5.  | "Basta ya" (Todos)                                        | Guillermo Méndez Guiu | 4:50    |  |
| 6.  | "Todo o nada" (Thalía)                                    | Áureo Baqueiro        | 2:59    |  |

## Certificação e vendas
| Região | Providor | Certificação | Vendas     |
| ------ | -------- | ------------ | ---------- |
| México | AMPROFON | Platina      | 1,000,000+ |